# Morti nel 1420
| Questa pagina contiene informazioni ricavate automaticamente dalle voci biografiche con l'ausilio del template Bio e di un bot. L'aggiornamento è periodico e automatico e ricostruisce completamente la pagina. Se manca una persona in questa lista, sei pregato di non aggiungerla, ma accertati piuttosto che la sua voce biografica contenga il template Bio e che i dati anagrafici siano correttamente compilati. Se il template Bio manca, inseriscilo tu stesso o, in alternativa, metti l'avviso {{tmp\|Bio}} che ne segnala la mancanza. Se i dati riportati sono sbagliati, correggi direttamente la voce biografica; le modifiche saranno visibili in questa lista entro pochi giorni. Per chiarimenti vedi il progetto biografie. La lista contiene solo le 25 persone che sono citate nell'enciclopedia e per le quali è stato implementato correttamente il template Bio. Pagina aggiornata al 10 mag 2025. |

- 8 gennaio - Lancillotto di Navarra, patriarca cattolico spagnolo (n. 1386)
- 1º febbraio - Henry II Sinclair, conte delle Orcadi, nobile scozzese
- 17 aprile - Chiara Gambacorti, monaca cristiana italiana (n. 1362)
- 12 maggio - Elisabetta Granowska, regina polacca
- 11 giugno - Giovanni III di Norimberga, nobile tedesco (n. 1369)
- 17 luglio - Polissena Ruffo, nobile italiana (n. 1400)
- 9 agosto - Pierre d'Ailly, cardinale, teologo e filosofo francese (n. 1350)
- 3 settembre - Roberto Stuart, nobile scozzese (n. 1339)
- 19 settembre - Pedro Fernández de Frías, cardinale e vescovo cattolico spagnolo
- 8 ottobre - Juan Martínez de Murillo, cardinale spagnolo
- 8 ottobre - Carlos Jordán de Urriés y Pérez Salanova, cardinale spagnolo
- 17 novembre - Kara Yusuf, sovrano turkmeno
- 25 novembre - Elisabetta Achler, religiosa e mistica tedesca (n. 1386)
- Sceicco Bedreddin, mistico, teologo e rivoluzionario ottomano (n. 1359)
- Byttering, compositore inglese
- Agostino Cennini, religioso italiano
- Epifanio il Saggio, monaco cristiano e scrittore russo
- Thomas Fabri, compositore olandese (n. 1380)
- Giacomo Fregoso, doge (n. 1340)
- Leonello Lomellini, mercante e politico italiano
- Margherita del Monferrato, nobile (n. 1360)
- Maria di Navarra, principessa (n. 1355)
- Mihail I di Valacchia, principe
- Simone Serdini, poeta italiano
- Giorgio Stella, storico italiano